# Pseudoclimaciella coronata
Pseudoclimaciella coronata is een insect uit de familie van de Mantispidae, die tot de orde netvleugeligen (Neuroptera) behoort. 
Pseudoclimaciella coronata is voor het eerst wetenschappelijk beschreven door Stitz in 1913.